# Pysznica
Pour la commune, voir Pysznica (gmina).
Pysznica est une localité polonaise, siège de la gmina de Pysznica, située dans le powiat de Stalowa Wola en voïvodie des Basses-Carpates.